# 卢博什·库比克
卢博什·库比克（捷克語：Luboš Kubík，1964年1月20日—），捷克男子足球运动员，司职中场。他曾代表捷克斯洛伐克国家队参加1990年国际足联世界杯，结果队伍止步八强。